# زمین‌لرزه (ترانه)
«زمین‌لرزه» (انگلیسی: Earthquake) ترانه‌ای از خواننده کره‌ای جیسو است. این ترانه در ۱۴ فوریه ۲۰۲۵ توسط ناشر موسیقی خودش به نام بلیسو و وارنر رکوردز به عنوان تک‌آهنگ آغازین نخستین آلبوم چندآهنگهٔ او به نام آمورتیج (۲۰۲۵) منتشر شد.

## پس‌زمینه و انتشار
جیسو در دسامبر ۲۰۲۳ اعلام کرد که برای فعالیت‌های انفرادی‌اش از وای‌جی انترتینمنت جدا می‌شود و در فوریه ۲۰۲۴ ناشر شخصی خود به نام بلیسو را تأسیس کرد. در ۲۶ ژانویه ۲۰۲۵، او اعلام کرد که قرار است اولین آلبوم چندآهنگهٔ خود به نام آمورتیج را در روز ولنتاین منتشر کند. جیسو در ۲۸ ژانویه اعلام کرد که قراردادی با وارنر رکوردز برای موسیقی انفرادی‌اش امضا کرده است. در ۴ فوریه، او فهرست ترانه‌ها و عوامل را منتشر کرد که شامل تک‌آهنگ آغازین «زمین‌لرزه» بود. در همان روز، او پوستر مفهومی این تک‌آهنگ را منتشر کرد که با عبارت «بیدار شو، لمس الکتریکی» سرنخ‌هایی دربارهٔ آن می‌داد. سپس در ۱۲ فوریه، تیزر موزیک ویدئو را منتشر کرد و در ۱۳ فوریه پوستری برای این موزیک ویدئو که شامل یک عکس پولاروید از جیسو با نوشتهٔ «زمین‌لرزه» و عبارت «یک روز باقی مانده، D-1» بود، به اشتراک گذاشت. «زمین‌لرزه» به عنوان تک‌آهنگ آغازین آمورتیج همراه با بقیه ترانه‌های این آلبوم چندآهنگه در ۱۴ فوریه منتشر شد.

## آهنگسازی و متن ترانه
«زمین‌لرزه» از نظر محتوای شعری «هیجان شروع یک عشق و احساسات شدید نسبت به طرف مقابل» را بیان می‌کند. این ترانه ترکیبی از صداهای الکترونیکی با «صدای جذاب بینی» جیسو است. همچنین، شباهت‌هایی به ترانه قبلی او یعنی «گل» در آن شنیده می‌شود و یک کورس تکراری هم دارد.

## بازخورد منتقدان
کریستال بل نویسندهٔ ان‌ام‌ئی، «زمین‌لرزه» را به عنوان ترانه تکامل یافته‌ای از «هم‌زمانی مغناطیسی» تک‌آهنگ «گل» جیسو ستایش کرد و آن را با تولیدی «غنی‌تر و پویاتر» توصیف کرد. او معتقد بود که این تغییرات به بهبود صدای خواننده کمک کرده و باعث شده که اجرای جیسو «مطمئن‌تر و گویاتر» به نظر برسد.

## تاریخچه انتشار
| منطقه   | تاریخ         | فرمت                  | ناشر          | منابع  |
| ------- | ------------- | --------------------- | ------------- | ------ |
| مختلف   | ۱۴ فوریه ۲۰۲۵ | دانلود دیجیتال استریم | بلیسو وارنر   | [ ۱۲ ] |
| ایتالیا | ۱۴ فوریه ۲۰۲۵ | رادیو ایرپلی          | وارنر ایتالیا | [ ۱۳ ] |